# تيم باين
تيم باين (بالإنجليزية: Tim Payne)‏ مواليد 10 يناير 1994 في أوكلاند، نيوزيلندا، هو لاعب كرة قدم نيوزلندي يلعب مع نادي إيسترن سوبربس كلاعب وسط. مثّل منتخب نيوزيلندا لكرة القدم.

## المسيرة الاحترافية

### أندية لعب لها
- نادي أوكلاند سيتي
- وايتاكيري يونايتد
- بلاكبيرن روفرز

## روابط خارجية
- تيم باين على موقع الاتحاد الدولي (مؤرشف)  (الإنجليزية)
- تيم باين على موقع قاعدة بيانات كرة القدم.إي يو (الإنجليزية)
- تيم باين على موقع ناشيونال فوتبول تيمز (الإنجليزية)
- تيم باين على موقع Soccerway.com (الإنجليزية)
- تيم باين على موقع عالم كرة القدم.نت (الإنجليزية)
- تيم باين على موقع أوليمبيديا (الإنجليزية)
- تيم باين على موقع اللجنة الأولمبية النيوزيلندية (الإنجليزية)